# Мазанка (село)
Ма́занка (крим. Mazanka) — село Сімферопольського району Автономної Республіки Крим України.
В селі знаходиться мечеть Тав-Даїр.

## Історія
На околиці с. Мазанки (урочище Вовчий грот) досліджено ранньопалеолітичну стоянку з вогнищами, виявлено кілька поселень доби неоліту, міді й бронзи та кургани доби бронзи, а поблизу Мазанки і Солов'ївки — 2 скіфських городища перших століть н. е.
За переказами село заснували відставні козаки Чернігівського полку, що брали участь у російській війні за Крим.
Про появу цього села існує легенда, що під час подорожі Тавридою імператриці Катерини II тут була пустельна місцевість і біля річки стояв лише один будиночок. Цариці сподобався цей глиняний мазаний будиночок, тому вона повеліла створити тут поселення. Першими поселенцями стали дванадцять солдатів. Їм у дружин були привезені кріпосні дівчата з Полтавщини. Право «вибору» пари надали дівчатам, але самих наречених вони не бачили. Перед ними на землі розклали 12 картузів для вибору — чий картуз дівчина обирала — з того хлопця йшла під вінець.

## Населення

### Мова
Розподіл населення за рідною мовою за даними перепису 2001 року:
| Мова              | Кількість | Відсоток |
| ----------------- | --------- | -------- |
| російська         | 1810      | 69.16%   |
| кримськотатарська | 585       | 22.35%   |
| українська        | 192       | 7.34%    |
| білоруська        | 15        | 0.57%    |
| вірменська        | 5         | 0.19%    |
| румунська         | 2         | 0.08%    |
| німецька          | 2         | 0.08%    |
| болгарська        | 1         | 0.04%    |
| інші/не вказали   | 5         | 0.19%    |
| Усього            | 2617      | 100%     |